# Refidim

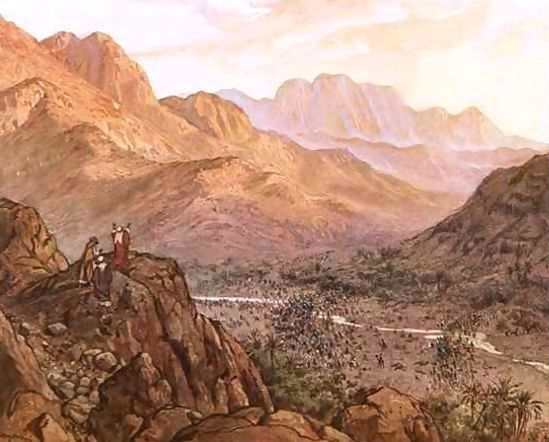
Bitwa pod Refidim. Obraz William Hole'a.

Refidim (hebr. רְפִידִם) – miejsce postoju w czasie wędrówki Hebrajczyków do Ziemi Obiecanej. Według przekazu biblijnego w tym miejscu Mojżesz uderzył laską w skałę, po czym trysnęła z niej woda. Również w tym miejscu Amalekici stoczyli bitwę z Izraelitami. 
Lokalizacja
Refidim było zlokalizowane między Alusz a pustynią Synaj. Ponieważ nie ma jednoznacznych ustaleń w biblistyce, Refidim lokowane jest w zależności od tego, w jaki sposób wytyczana jest przez badaczy trasa wędrówki Izraelitów. Zwolennicy północnej trasy wskazują na położenie w pobliżu wybrzeża Morza Śródziemnego między Al-Arisz a Dżebel Hillal. Stronnicy trasy południowej wskazują na tereny w pobliżu góry Synaj (Dżebel Musa) w wadi Fajran. W IV wieku mnisi synajscy, przypuszczając, że Refidim jest tożsame z Dżabal Tahuna, zorganizowali u podnóża Tahuny wspólnotę monastyczną.
Wzmianki w Biblii
- Wj 17,1-7
- Wj 17,8-16
- Lb 33,14-15

Massa i Meriba
Na pamiątkę wydarzenia opisanego w Księdze Wyjścia Refidim zostało nazwane Massa (hebr. kuszenie, doświadczenie) i Meriba (hebr. kłótnia).